# 香川トヨタ自動車
香川トヨタ自動車株式会社（かがわトヨタじどうしゃ）は、香川県高松市に本社を置くトヨタ自動車のディーラー（トヨタ店）。

## 概説
香川トヨタ自動車は東部地区を除く香川県内を営業エリアとする。レクサス店を高松市で、レクサス中古車を丸亀市で運営している。
2019年9月30日付で、持株会社「TMKホールディングス」の傘下に香川トヨペットと香川トヨタ自動車がぶら下がる形になる。
2022年1月1日に香川トヨペットを統合した。

## 店舗
- 高松番町店（高松市） - 登記上本店。
- 高松南店（高松市）
- 屋島店（高松市）-　2021年12月より本社（旧店舗向かい側の旧四国コカ・コーラボトリング本社跡）に併設。
- ルート32中央店（高松市）
- ときめっく丸亀店（丸亀市）
- 観音寺市店（観音寺市）
- U-Carルート32中央店（高松市）

以下は旧香川トヨペットからの引継ぎ店舗である。
- 香西店 - 香川トヨペット本社に併設されていた。
- 高松花園店
- 高松春日店
- レインボーロード店
- 坂出店
- 丸亀田村店

### レクサス
- レクサス高松（高松市）
- レクサスCPO丸亀（丸亀市）※ときめっく丸亀併設施設

### 閉鎖した店舗
- （旧）坂出店（坂出市）
- 三本松店（東かがわ市西村） - 2019年6月30日に東かがわトヨタ自動車販売に移行、新築工事のため閉店。
- 観音寺吉岡店（観音寺市）
- 三木店（木田郡三木町）[2]

## 提供番組
- 金バク!（岡山放送、香川・岡山ローカル）
- VOICE愛新春スペシャル（RSKテレビ、同上）[注 1]

## 関連会社
- TMKホールディングス
- トヨタレンタリース東四国
- トヨタL&F香川
- 香川トヨタ車体

## かつての関連会社
- 香川トヨペット
- オーロラカーセールス（ボルボ・カーズ正規ディーラー[3]。2020年12月、双日オートグループジャパンに譲渡）

## 香川県のトヨタ自動車のディーラー
- トヨタカローラ香川（CNSホールディングス傘下）
- ネッツトヨタ香川（ネッツトヨタ岡山傘下）
- ネッツトヨタ高松（CNSホールディングス傘下）
- 東かがわトヨタ自動車販売（当社とカローラ香川・ネッツ高松の合弁会社）

### 引用
1. ↑  2019年までは東かがわ市の営業エリアを含めていた。ダイナシリーズとコースターなどの準中型免許ユーザー、JPN TAXIのタクシーユーザーおよびセンチュリーは屋島店の管轄になっている。
2. ↑  1997年のRV車専門店としてオープン。その後、全車種ディーラーに転換後、2023年に閉店した。
3. ↑  前の正規ディーラー「ヨシイモータース」の経営破綻に伴い引き継いだ。